# Jutta Damme
Jutta Damme (* 13. August 1929 in Meißen; † 4. April 2002 in Dresden) war eine deutsche Malerin und Grafikerin.

## Leben
Dammes Eltern waren der Porzellanmaler Otto Damme und die Buchbinderin Ella Damme, geborene Streller. Von 1944 bis 1949 absolvierte sie eine Lehre als Porzellanmalerin an der Staatlichen Porzellanmanufaktur in Meißen.
Von 1949 bis 1953 studierte sie an der Hochschule für Bildende Künste in Dresden bei Fritz Dähn und Rudolf Bergander, bei dem sie von 1953 bis 1957 als Assistentin und Aspirantin arbeitete. Von 1957 bis 1960 war sie freischaffend in Dresden tätig, bevor sie von 1960 bis 1964 Assistentin in der Abteilung für Kunsterziehung wurde. 1964 wurde sie zur Dozentin ernannt. 1967 folgte die Berufung zum Professor für Malerei (die zweite Frau nach Lea Grundig in diesem Amt). Sie war in diesem Zeitraum neben Ursula Rzodecko und Eva-Maria Schreiter neben 24 Männern die einzige weibliche Lehrkraft. Von 1979 bis zu ihrer Emeritierung 1989 war sie Leiterin einer Fachklasse für Malerei und Grafik. Sie war als Nachfolgerin des Rektors Gerhard Kettner vorgeschlagen worden, was sie jedoch ablehnte. Danach arbeitete Damme als freischaffende Künstlerin in Dresden, bis sie an Krebs erkrankte.
Sie unternahm mehrere Studienreisen, wie 1954 nach Polen, 1956 nach Italien, 1963 in die Sowjetunion und nach Usbekistan und 1966 nach Ägypten.
Jutta Damme hatte in der DDR und im Ausland eine bedeutende Zahl von Einzelausstellungen und Ausstellungsbeteiligungen, u. a. von 1953 bis 1988 an allen Deutschen Kunstausstellungen bzw. Kunstausstellung der DDR in Dresden.
Sie starb im Dresdner St. Joseph-Krankenhaus.

## Ehrungen
- 1963: Martin-Andersen-Nexö-Kunstpreis
- 1964: Kunstpreis der FDJ für ihr bei der 5. Kunstausstellung der DDR eingereichtes Werk Diskussion um die Bildung eines sozialistischen Lernaktivs[1]
- 1973: Kunstpreis der DDR[4]
- 1974: Verdienstmedaille der DDR
- 1978: Johannes-R.-Becher-Medaille in Silber
- 1978: Vaterländische Verdienstorden in Bronze (im Kollektiv)[5]
- 1986: Hans-Grundig-Medaille

## Darstellung Jutta Dammes in der bildenden Kunst
- Rudolf Bergander: Jutta Damme (1959, Öl, 100 × 75 cm; Kunstmuseum Moritzburg Halle/Saale)[6]
- Hans Steger: Porträt Jutta Damme (1960, Gips, geschelllackt; Skulpturensammlung Dresden)[7]

## Museen und öffentliche Sammlungen mit Werken Jutta Dammes (unvollständig)
- Chemnitz: Kunstsammlungen am Theaterplatz[8]
- Dresden: Galerie Neue Meister[9]
- Dresden: Kupferstichkabinett[9]
- Dresden: Sächsischer Kunstfonds[9]
- Erfurt: Angermuseum
- Gera: Otto-Dix-Haus